# Robert Skov
Robert Faxe Skov (Marbella, 20 mei 1996) is een Deens voetballer die doorgaans speelt als rechtsbuiten. In september 2024 verruilde hij 1899 Hoffenheim voor Union Berlin. Skov debuteerde in 2019 in het Deens voetbalelftal.

## Clubcarrière
Skov speelde in de jeugdopleiding van Silkeborg IF en maakte bij die club ook zijn professionele debuut. Op 16 mei 2013 speelde hij voor het eerst mee in het eerste elftal, toen in eigen huis met 1–1 gelijkgespeeld werd tegen FC Midtjylland. Skov begon op de bank, maar hij speelde de laatste negen minuten mee als invaller. Zijn eerste doelpunt maakte hij een degradatie en een promotie later, op 19 oktober 2014. FC Midtjylland was opnieuw de tegenstander en door een eigen doelpunt van Morten Rasmussen en een treffer van Pione Sisto kwam die ploeg op een voorsprong. Skov zorgde in de vijfde minuut van de blessuretijd voor de aansluitingstreffer, maar daar zou het bij blijven: 2–1.
In januari 2018 maakte Skov voor circa één miljoen euro de overstap naar FC Kopenhagen, waar hij zijn handtekening zette onder een verbintenis voor de duur van vierenhalf jaar. Met deze club werd hij in het seizoen 2018/19 voor het eerst in zijn carrière landskampioen. Hij scoorde dat jaar 29 keer, waarmee hij zelf ook topscorer van de Superligaen werd. In de zomer van 2019 maakte hij voor een bedrag van circa tien miljoen euro de overstap naar 1899 Hoffenheim, waar hij zijn handtekening zette onder een verbintenis voor de duur van vijf seizoenen. Na deze vijf seizoenen vertrok Skov transfervrij bij Hoffenheim en Union Berlin nam hem hierop onder contract.

## Clubstatistieken
| Seizoen | Club            | Competitie  | Competitie | Competitie | Beker | Beker | Internationaal | Internationaal | Totaal | Totaal |
| Seizoen | Club            | Competitie  | Wed.       | Dlp.       | Wed.  | Dlp.  | Wed.           | Dlp.           | Wed.   | Dlp.   |
| ------- | --------------- | ----------- | ---------- | ---------- | ----- | ----- | -------------- | -------------- | ------ | ------ |
| 2012/13 | Silkeborg IF    | Superligaen | 2          | 0          | 0     | 0     | —              | —              | 2      | 0      |
| 2013/14 | Silkeborg IF    | 1. division | 1          | 0          | 0     | 0     | —              | —              | 1      | 0      |
| 2014/15 | Silkeborg IF    | Superligaen | 24         | 1          | 0     | 0     | —              | —              | 24     | 1      |
| 2015/16 | Silkeborg IF    | 1. division | 24         | 6          | 0     | 0     | —              | —              | 24     | 6      |
| 2016/17 | Silkeborg IF    | Superligaen | 29         | 10         | 1     | 0     | —              | —              | 30     | 10     |
| 2017/18 | Silkeborg IF    | Superligaen | 19         | 5          | 1     | 0     | —              | —              | 20     | 5      |
| 2017/18 | FC Kopenhagen   | Superligaen | 18         | 1          | 1     | 0     | 2              | 0              | 21     | 1      |
| 2018/19 | FC Kopenhagen   | Superligaen | 34         | 29         | 1     | 0     | 13             | 2              | 48     | 31     |
| 2019/20 | FC Kopenhagen   | Superligaen | 2          | 0          | 0     | 0     | 1              | 1              | 3      | 1      |
| 2019/20 | 1899 Hoffenheim | Bundesliga  | 31         | 4          | 2     | 0     | —              | —              | 33     | 4      |
| 2020/21 | 1899 Hoffenheim | Bundesliga  | 23         | 1          | 1     | 0     | 6              | 1              | 30     | 2      |
| 2021/22 | 1899 Hoffenheim | Bundesliga  | 12         | 0          | 1     | 0     | —              | —              | 13     | 0      |
| 2022/23 | 1899 Hoffenheim | Bundesliga  | 23         | 3          | 2     | 0     | —              | —              | 25     | 3      |
| 2023/24 | 1899 Hoffenheim | Bundesliga  | 25         | 3          | 0     | 0     | —              | —              | 25     | 3      |
| 2024/25 | Union Berlin    | Bundesliga  | 0          | 0          | 0     | 0     | —              | —              | 0      | 0      |
| Totaal  | Totaal          | Totaal      | 267        | 63         | 10    | 0     | 22             | 4              | 299    | 67     |

Bijgewerkt op 14 september 2024.

## Interlandcarrière
Skov maakte deel uit van verschillende Deense nationale jeugdselecties vanaf Denemarken –18. Hij nam met Denemarken –21 deel aan het EK –21 van 2019. Eerder werd hij in mei 2018 door bondscoach Åge Hareide opgenomen in een 35-koppige voorselectie van het Deens voetbalelftal voor het WK 2018 in Rusland. Twee weken later liet Hareide acht spelers afvallen in de voorselectie, waaronder Skov. Op 10 juni 2019 debuteerde hij wel in de nationale ploeg. Hij kreeg toen een basisplaats in een kwalificatiewedstrijd voor het EK 2020 tegen Georgië. Namens de Denen kwamen Kasper Dolberg (tweemaal), Christian Eriksen, Yussuf Poulsen en Martin Braithwaite tot scoren en Saba Lobzjanidze deed wat terug: 5–1. Skov werd na tweeënzestig minuten gewisseld ten faveure van Daniel Wass. Skov maakte op 5 september 2019 zijn eerste interlanddoelpunt. Hij maakte toen de 0–1 in een met 0–6 gewonnen EK-kwalificatiewedstrijd in en tegen Gibraltar.
Skov werd in mei 2021 door bondscoach Kasper Hjulmand opgeroepen voor de Deense selectie op het uitgestelde EK 2020. Tijdens het toernooi werd Denemarken uitgeschakeld in de halve finales door Engeland (2–1). Daarvoor werd in de groepsfase verloren van Finland (0–1) en België (1–2) en gewonnen van Rusland (1–4). Daarna werd in de achtste finales gewonnen van Wales (0–4) en in de kwartfinales van Tsjechië (1–2). Skov kwam op het EK niet in actie. Zijn toenmalige teamgenoten Stefan Posch, Florian Grillitsch, Christoph Baumgartner (allen Oostenrijk), Andrej Kramarić (Kroatië) en Pavel Kadeřábek (Tsjechië) waren ook actief op het EK.
In november werd Skov door Hjulmand opgenomen in de selectie van Denemarken voor het WK 2022. Tijdens dit WK werd Denemarken uitgeschakeld in de groepsfase na een gelijkspel tegen Tunesië en nederlagen tegen Frankrijk en Australië. Skov kwam alleen tegen Australië in actie. Zijn toenmalige clubgenoot Andrej Kramarić (Kroatië) was ook actief op het toernooi.
| Interlands van Robert Skov voor Denemarken | Interlands van Robert Skov voor Denemarken | Interlands van Robert Skov voor Denemarken | Interlands van Robert Skov voor Denemarken | Interlands van Robert Skov voor Denemarken | Interlands van Robert Skov voor Denemarken | Interlands van Robert Skov voor Denemarken |
| №                                          | Datum                                      | Wedstrijd                                  | Uitslag                                    | Competitie                                 | Goals                                      |                                            |
| Als speler bij FC Kopenhagen               | Als speler bij FC Kopenhagen               | Als speler bij FC Kopenhagen               | Als speler bij FC Kopenhagen               | Als speler bij FC Kopenhagen               | Als speler bij FC Kopenhagen               | Als speler bij FC Kopenhagen               |
| ------------------------------------------ | ------------------------------------------ | ------------------------------------------ | ------------------------------------------ | ------------------------------------------ | ------------------------------------------ | ------------------------------------------ |
| 1                                          | 10 juni 2019                               | Denemarken – Georgië                       | 5 – 1                                      | EK 2020 kwalificatie                       |                                            |                                            |
| Als speler bij 1899 Hoffenheim             |                                            |                                            |                                            |                                            |                                            |                                            |
| 2                                          | 5 september 2019                           | Gibraltar – Denemarken                     | 0 – 6                                      | EK 2020 kwalificatie                       | 6'                                         |                                            |
| 3                                          | 15 oktober 2019                            | Denemarken – Luxemburg                     | 4 – 0                                      | Vriendschappelijk                          |                                            |                                            |
| 4                                          | 15 november 2019                           | Denemarken – Gibraltar                     | 6 – 0                                      | EK 2020 kwalificatie                       | 12', 64'                                   |                                            |
| 5                                          | 5 september 2020                           | Denemarken – België                        | 0 – 2                                      | Nations League 2020/21                     |                                            |                                            |
| 6                                          | 8 september 2020                           | Denemarken – Engeland                      | 0 – 0                                      | Nations League 2020/21                     |                                            |                                            |
| 7                                          | 11 oktober 2020                            | IJsland – Denemarken                       | 0 – 3                                      | Nations League 2020/21                     | 61'                                        |                                            |
| 8                                          | 14 oktober 2020                            | Engeland – Denemarken                      | 0 – 1                                      | Nations League 2020/21                     |                                            |                                            |
| 9                                          | 28 maart 2021                              | Denemarken – Moldavië                      | 8 – 0                                      | WK 2022 kwalificatie                       | 81'                                        |                                            |
| 10                                         | 6 juni 2021                                | Denemarken – Bosnië en Herzegovina         | 2 – 0                                      | Vriendschappelijk                          |                                            |                                            |
| 11                                         | 10 juni 2022                               | Denemarken – Kroatië                       | 0 – 1                                      | Nations League 2022/23                     |                                            |                                            |
| 12                                         | 30 november 2022                           | Australië – Denemarken                     | 1 – 0                                      | WK 2022                                    |                                            |                                            |
| 13                                         | 14 oktober 2023                            | Denemarken – Kazachstan                    | 3 – 1                                      | EK 2024 kwalificatie                       | 45+2', 48'                                 |                                            |
| 14                                         | 17 oktober 2023                            | San Marino – Denemarken                    | 1 – 2                                      | EK 2024 kwalificatie                       |                                            |                                            |

Bijgewerkt op 14 september 2024.

## Erelijst
| Competitie            |              |                    |              |              |
| Competitie            | Aantal       | Jaren              |              |              |
| Silkeborg IF          | Silkeborg IF | Silkeborg IF       | Silkeborg IF | Silkeborg IF |
| --------------------- | ------------ | ------------------ | ------------ | ------------ |
| 1. division           | 1            | 2013/14            |              |              |
| FC Kopenhagen         |              |                    |              |              |
| Superligaen           | 1            | 2018/19            |              |              |
| Individueel           |              |                    |              |              |
| Topscorer Superligaen | 1            | 2018/19 (29 goals) |              |              |

## Persoonlijk
Skov's ouders verhuisden in 1994 van Denemarken naar Spanje toen zijn vader een baan kreeg bij de bank van Gibraltar. Hierdoor werd Skov geboren in Marbella. De familie verhuisde terug naar Denemarken toen Skov negen maanden oud was.